# Androsace graceae
Androsace graceae är en viveväxtart som beskrevs av George Forrest. Androsace graceae ingår i släktet grusvivor, och familjen viveväxter. Inga underarter finns listade i Catalogue of Life.